# Allen Collins
Larkin Allen Collins Jr. (19. července 1952, Jacksonville, Florida, USA – 23. ledna 1990, tamtéž) byl jedním ze zakládajících členů a kytaristů jižanské rockové skupiny Lynyrd Skynyrd. Zemřel 23. ledna 1990 na chronický zápal plic, je pohřben vedle jeho manželky v Jacksonville na Floridě.